# Viernau
Viernau ist ein Ortsteil der Stadt Steinbach-Hallenberg im Landkreis Schmalkalden-Meiningen im fränkisch geprägten Süden von Thüringen.

## Geografie
Viernau liegt am Südhang des Thüringer Waldes.

## Geschichte
Erstmals wurde der Ort im Jahr 1274 erwähnt.
Viernau war von 1629 bis 1711 von Hexenverfolgungen betroffen: Neun Frauen und ein Mann gerieten in Hexenprozesse. Zwei Angeklagte wurden verbrannt: 1657 wurde der Wirt Hans Furche zum Tod auf dem Scheiterhaufen verurteilt. Von den Prozessen gegen seine Frau und zwei Töchter ist der Ausgang unbekannt.
Die Gemeinde Viernau wurde am 1. Januar 2019 in die Stadt Steinbach-Hallenberg eingegliedert. Zuvor gehörte die Gemeinde Viernau der Verwaltungsgemeinschaft Haselgrund an, deren Sitz sie war.

## Politik

### Gemeinderat
Der Gemeinderat aus Viernau setzte sich nach der Kommunalwahl 7. Juni 2009 aus 14 Ratsfrauen und Ratsherren zusammen.
- CDU: 8 Sitze
- LINKE: 3 Sitze
- FWG Viernau: 3 Sitze

Der Gemeinderat aus Viernau setzte sich nach der Kommunalwahl 2014 aus 12 Ratsfrauen und Ratsherren zusammen.
- CDU: 6 Sitze
- LINKE: 4 Sitze
- FWG Viernau: 2 Sitze

Durch die Eingemeindung der Gemeinde Viernau in die Stadt Steinbach-Hallenberg am 1. Januar 2019 ist das Wahlergebnis der Gemeinderatswahl 2019 im Ergebnis für die Stadt Steinbach-Hallenberg ausgewiesen.

### Ortsteilbürgermeister
Der ehrenamtliche Ortsteilbürgermeister Gregor Kleinschmidt wurde am 12. Juni 2022 gewählt.

### Wappen
Das Wappen wurde am 28. April 1993 genehmigt.
Blasonierung: „In Gold unter einem roten Schildhaupt, darin eine vierzähnige goldene Säge, ein schwarzer Rabe mit ausgebreiten Flügeln.“
Das Wappen wurde von den Heraldikern Frank Diemar und Frank Jung gestaltet.

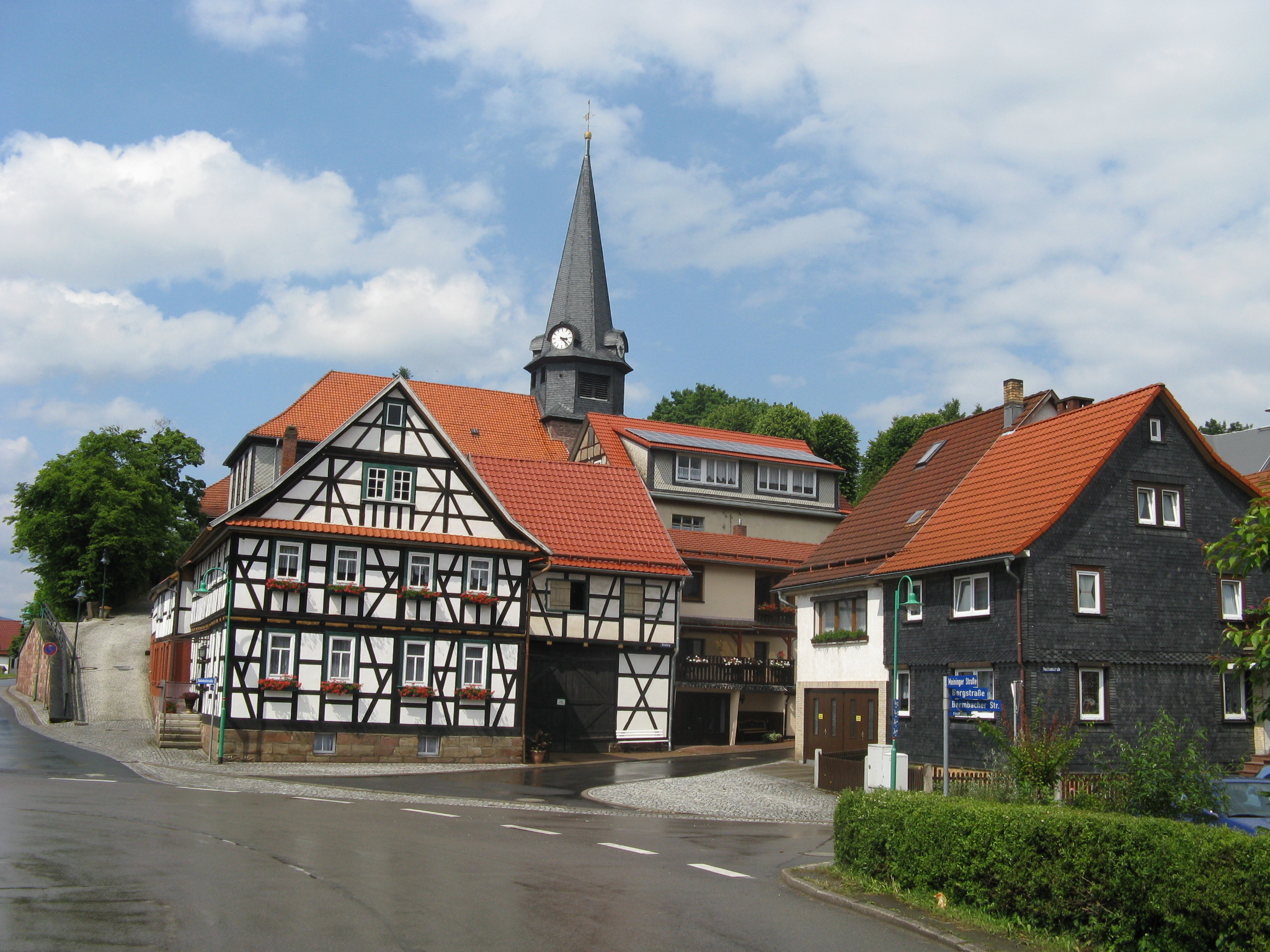
Ortskern von Viernau

## Wirtschaft
Bei Viernau befindet sich ein 4,5 Hektar bedeckendes Solarkraftwerk. Dieser „Solarpark“ befindet sich nicht im Besitz der Gemeinde. Die zur Knipex Unternehmensgruppe gehörende  Rennsteig Werkzeuge GmbH hat ihren Firmensitz mit einer Fertigungsstätte in Viernau.

## Sehenswürdigkeiten
Charakteristisch für den Ortskern rund um die evangelische Johanniskirche sind Häuser in Fachwerk und mit Schieferbeschlag.
Seit 1995 betreibt Günter Schneider  in Viernau das Deutsche Geflügelmuseum. Auf über 300 m² werden hier über 15.000 Exponate präsentiert.

## Denkmal und Gedenkstein

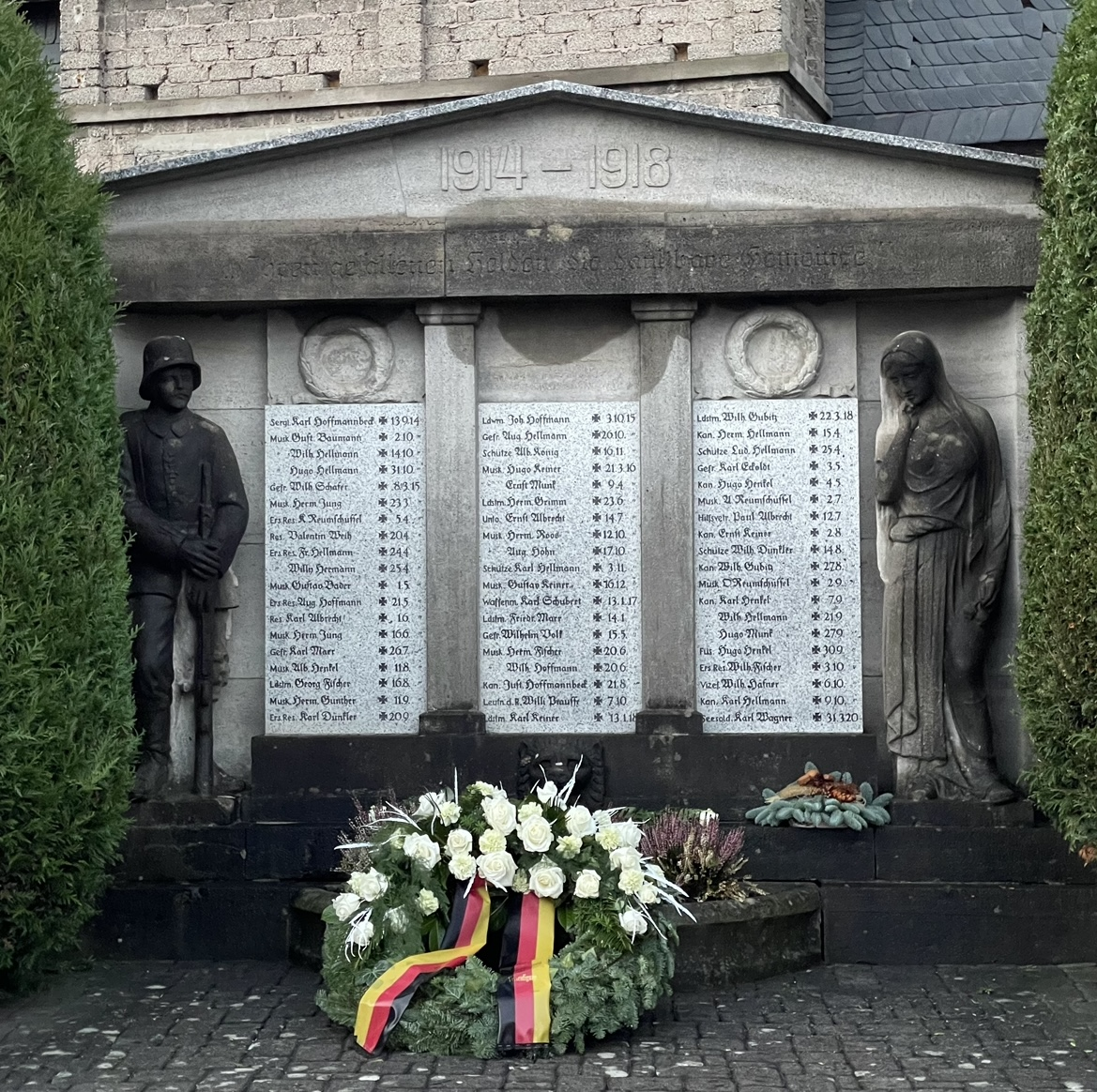
Kriegerdenkmal 1914–18, in Gedenken an die Gefallenen des Ersten Weltkrieges

Mitte der 1920er Jahre ließ die Gemeinde Viernau an der Hauptstraße nach Schmalkalden das Kriegerdenkmal zu Ehren der im Ersten Weltkrieg gefallenen „Helden“ errichten. Das Denkmal hat den Zweiten Weltkrieg und auch die DDR-Zeit überdauert und präsentiert sich in einem gepflegten Zustand.
Im Juni 1989 stifteten die Angehörigen zweier 1943 bei der Zwangsarbeit ums Leben gekommenen jungen Italiener einen Gedenkstein auf dem Friedhof, auf dem sie den Dank an zwei einheimische Familien über die langjährige Pflege der Gräber ihrer Angehörigen zum Ausdruck brachten. Diese hatten als Militärinternierte im Sägewerk Menz gearbeitet. Auch Kriegsgefangene aus Polen und Frankreich (50 Personen) sowie Frauen und Männer aus der Sowjetunion mussten Zwangsarbeit verrichten: in der Werkzeugfabrik Richard Henkel, im Sägewerk Georg Ullmer sowie in verschiedenen Holzwerkstätten.

## Regelmäßige Veranstaltungen
Der Viernauer Gagen-Karneval findet jedes Jahr statt. Zu diesem Anlass wird ein „Dreigestirn“ gewählt, das aus Prinz, Prinzessin und Hofmarschall besteht. Am Rosenmontag findet die gleiche Prozedur mit Jugendlichen der Klassenstufe 8 statt. Hier wird zudem noch ein „Hofstaat“ gebildet. Jedes zweite Jahr sind die Notehobler aus Weil am Rhein zu Gast. 2010 gab es den 57. Viernauer Karneval, der wie jedes Jahr zuvor mit zwei Umzügen gekrönt wird. Der erste ist am Sonntag und der zweite am Rosenmontag. Der Schlachtruf hat sich im Wandel der Zeit verändert: Hieß es ursprünglich: „Alibaba Gag-Gag“, ruft man heute nur noch „Gag Helau“.

## Söhne und Töchter der Gemeinde
- Adolf Anschütz (1889–1945), deutscher kommunistischer Widerstandskämpfer gegen das Naziregime
- Alwin Günther (1906–1979), deutscher Politiker (KPD/SED), Gewerkschafter und Widerstandskämpfer